# Я був військовою нареченою
«Я був військовою нареченою» (англ. I Was a Male War Bride) — комедія режисера Говарда Гоукса, яка вийшла у 1949 році.

## Сюжет
У Гайдельберзі післявоєнної Німеччини капітан французької армії Анрі Рошар отримує завдання рекрутувати висококваліфікованого майстра з виготовленні лінз Шиндлера.

## У ролях
- Кері Грант — Анрі Рошар
- Енн Шерідан — лейтенант Кетрін Гейтс
- Меріон Маршалл — лейтенант Кітті Лоуренс
- Ренді Стюарт — лейтенант Елоїз Біллінгс (Мей)